# Potiosa vapulata
Potiosa vapulata är en fjärilsart som beskrevs av Diakonoff 1963. Potiosa vapulata ingår i släktet Potiosa och familjen vecklare. Inga underarter finns listade i Catalogue of Life.